# Xerox Alto
El Xerox Alto va ser un dels primers ordinadors personals d'alta gamma, desenvolupat en el Xerox PARC el 1973. Va ser el primer ordinador a utilitzar la «metàfora de l'escriptori» i la interfície gràfica d'usuari (GUI).
No era un producte comercial, però diversos milers d'unitats es van construir i es van utilitzar en gran manera en el PARC, altres instal·lacions de Xerox i en diverses universitats durant molts anys. L'Alto va tenir gran influència en el disseny d'ordinadors personals en les dècades següents, notablement l'Apple Macintosh i les primeres estacions de treball Sun.

## Història
L'Alto va ser conceptualitzat per la primera volta el 1972 en un memoràndum escrit per Butler Lampson, inspirat en l'On-Line System (NLS), desenvolupat per Douglas Engelbart al SRI, i va ser dissenyat principalment per Chuck Thacker. La fabricació va ser subcontractada a «Clement Designlabs», l'equip del qual incloïa Carl J. Clement, Ken Campbell i Fred Stengel. Una producció inicial de 80 unitats va ser feta per Clement Designlabs, en col·laboració amb Tony Ciuffini i Rick Nevinger al Xerox El Segundo, que va ser responsable d'instal·lar els components electrònics de l'Alto. A causa de l'èxit de la prova pilot, l'equip va passar a produir al voltant de 2.000 unitats durant els següents deu anys.

## Arquitectura

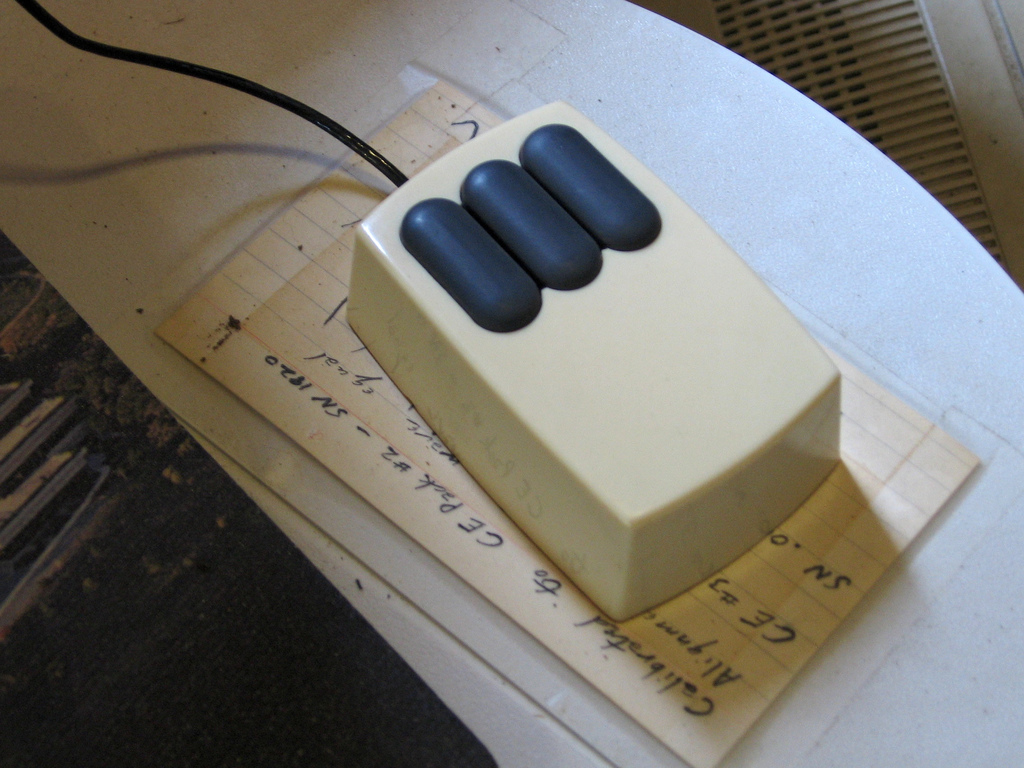
El ratolí de l'Alto.

Tenia un processador bit-slice basat en el xip 74181 de Texas Instruments, amb una memòria ROM pel microcodi (expansible amb memòria enregistrable) i 128 kB de memòria principal expansible a 512 kB, així com un disc dur que usava un cartutx extraïble de 2,5 MB amb un plat simple, de Diablo Systems (una companyia que, posteriorment, Xerox compraria) semblants a aquells usats en l'IBM 2310, tot això allotjat en un armari de la mida d'un frigorífic petit. La UCP de l'Alto era un processador microprogramat innovador que feia servir microcodi per a la major part de les operacions d'entrada/sortida, en comptes de maquinari. La màquina de microcodi realitzava 16 tasques, una de les quals executava el conjunt d'instruccions normal (prou semblant al del Data General Nova), mentre que la resta controlaven la visualització, actualització de memòria, disc, xarxa i altres funcions d'entrada/sortida. Per exemple, el controlador de pantalla de mapa de bits era poc més que un registre de desplaçament de 16 bits; es feia servir microcodi per a carregar la informació d'actualització de la pantalla de la memòria principal cap al registre de desplaçament.
A part d'una connexió Ethernet, el dispositiu de sortida de l'Alto era un monitor CRT amb dos nivells (blanc i negre) muntat verticalment. Els seus dispositius d'entrada eren un teclat, un ratolí de tres botons i un teclat de funcions opcional (chord keyset). El concepte d'aquests dos darrers elements era agafat de l'on-line system de l'Institut d'Investigacions de Stanford (SRI). Mentre el ratolí va tenir un succés instantani entre els usadors de l'Alto, el teclat de funcions mai no es va fer popular.
En els primers ratolins, els botons eren tres barres estretes, disposades de dalt a baix en lloc d'un al costat de l'altre. Els van posar els noms de les seves colors en la documentació. El moviment era captat per dues rodes perpendiculars entre si. Aquestes van ser reemplaçades aviat per ratolins amb bola, inventats per l'enginyer Bill English. Més tard es van introduir els ratolins òptics, primer amb llum blanca i posteriorment amb infraroigs per a comptar les impulsions produïdes pel girament de les rodes dins del ratolí.
El teclat estava configurat de manera que cada tecla corresponia a un bit d'un aplec de registres. Aquesta característica es feia servir per a canviar d'on l'Alto s'engegava (bootstrapping). Els registres del teclat s'usaven com l'adreça de disc a partir d'on engegar i així, prement un aplec específic de tecles mentre es pitjava el botó d'inici, es podien carregar diferents microcodis i sistemes operatius. Això va donar lloc a l'expressió «engegada de nas» (nose boot), quan el nombre de tecles necessàries per a llançar un sistema operatiu en prova era més gran que el nombre de dits. Aquest tipus d'engegada va donar lloc a «move2keys», un programa que movia els fitxers en el disc de manera que es pogués utilitzar una determinada seqüència de tecles.
Hi havia altres perifèrics per a l'Alto, com una càmera de TV, una impressora de margarida i un port paral·lel, encara que aquests eren prou rars. L'Alto també podia controlar discos externs fet que el convertia en un servidor de fitxers, que va ser una aplicació prou comuna per a aquest ordinador.

## Instal·lacions de programació i aplicacions de programari
A continuació es mostren algunes de les instal·lacions de programació i aplicacions de programari disponibles en l'Alto:
- Bravo i Gypsy: els primers processadors de textos WYSIWYG.
- Utilitats FTP i xat,
- Jocs: escacs, pinball, Othello i un joc d'Alto Trek de Gene Ball.
- Laurel i el seu successor Hardy: clients de correu electrònic de xarxa.
- Molts llenguatges de programació, com LISP, BCPL, Smalltalk, Mesa i Poplar.
- Marcat i dibuix: pintura i manipulació de gràfics (editors de mapes de bits).
- Neptune: gestor de fitxers
- Officetalk: un sistema experimental de processament de formularis.
- Sil: editor de gràfics vectorials, utilitzat principalment per a circuits lògics, circuit imprès.

## Programari
Els primers programes per a l'Alto van ser escrits en el llenguatge de programació BCPL i més tard en el llenguatge Mesa, que no va ser gaire utilitzat fora de PARC, però que va influenciar diversos llenguatges posteriors, com el Modula. El teclat de l'Alto no tenia la tecla de subratllament, el lloc de la qual era ocupat per la tecla per al caràcter de fletxa esquerra usat en el llenguatge Mesa per a l'operador d'assignació. Aquesta característica del teclat de l'Alto potser és a l'origen de l'estil CamelCase per identificadors compostos (per exemple AixoEsUnaVariable). Una altra peculiaritat de l'Alto era que el seu microcodi era programable per l'usador.
L'Alto va ajudar a popularitzar l'ús del model de gràfics raster per a tota mena de sortides, fins i tot textos i gràfics. També va introduir el concepte d'operació de bit block transfer (transferència de bloc de bits), o BitBLT, com la interfície de programació fonamental per la pantalla. Malgrat la petita capacitat de la seva memòria, es van escriure un bon nombre de programes innovadors per a l'Alto, entre els quals:
- els primers sistemes de composició de documents WYSIWYG «Bravo» i «Gypsy»;
- editors gràfics de mapes de bits per a plaques de circuit imprès, circuits integrats, etc.;
- les primeres versions de l'entorn Smalltalk;
- un dels primers jocs multipersona en xarxa.

No hi havia gens de programari de full de càlcul o base de dades.

## Resposta pública
A principis de 1978, Alto s'utilitzava en quatre llocs de prova: la Casa Blanca, la Cambra de Representants dels Estats Units, l'Atlantic Richfield Company i les operacions de la divisió de vendes de fotocopiadores de Xerox a Santa Clara (Califòrnia).
Xerox va donar 50 Altos a prestigioses universitats, com Stanford, Carnegie Mellon, MIT i la Universitat de Rochester, juntament amb servidors de fitxers IFS (el servidor de fitxers era una aplicació típica per a la màquina) i impressores làser de Dover. Durant molts anys, la direcció de Xerox es va negar a crear una versió comercialment viable de l'Alto.

## Difusió i evolució
Del punt de vista tècnic, l'Alto era un miniordinador petit, però era més aviat un ordinador personal en el concepte de tenir un únic usador assegut davant l'escriptori, comparant-lo amb els mainframe i miniordinadors de l'època. Mai no va ser un producte comercial, encara que se'n van fabricar diversos milers d'unitats. Diverses universitats, inclòs el MIT, Stanford, CMU, i la Universitat de Rochester van rebre donacions d'Altos i fins de servidors IFS i impressores làser Dover. Aquestes màquines van ser la inspiració per a les estacions de treball Lilith de l'ETH de Zúric i PERQ de la Three Rivers Company. A més de l'estació de treball de l'Stanford University Network (SUN), que finalment va ser portada al mercat per una companyia del tipus spin-off, Sun Microsystems. L'estació de treball Apollo/Domain i l'Lisa d'Apple, també van ser profundament influïts per l'Alto.
L'Alto va ser utilitzat per a crear la influent sèrie «D» d'estacions de treball de la Xerox: Dolphin, Dorado i Dandelion. També es va basar en aquest disseny un encaminador de xarxa anomenat «Dicentra». Dorado era una màquina molt veloç basada en disseny ECL; Dolphin era una màquina de gamma mitjana basada en tecnologia TTL dissenyada a la primeria per a ser l'estació de treball Star. L'arquitectura original per Dandelion, basada en l'AMD Am2900 de tecnologia de microprocessador bitslice, va ser presentada com el disseny anomenat Wildflower i va ser aquest model de baix cost que es convertiria en l'estació de treball Xerox Star.
Xerox va crear una divisió de productes (SDD) per a comercialitzar el treball del PARC, tot primer partint del Dolphin com a base per a un producte tipus estació de treball. El disseny Dandelion va arribar a ser el Xerox 8010, que executava el programari del Xerox Star. L'Star va inspirar els ordinadors personals Lisa i Macintosh d'Apple, i va ajudar a popularitzar la interfície gràfica d'usuari en els futurs ordinadors personals i estacions de treball.
Aquestes màquines Xerox, especialment l'Alto, són avui dia escasses i articles de col·lecció molt cars.

## Xerox Alto: Preguntes freqüents.
1. Què és el sistema informàtic Xerox Alto? El Xerox Alto va ser el primer ordinador destinat a ajudar un sistema operatiu amb una interfície gràfica d'usuari (GUI), que finalment va utilitzar el concepte d'escriptori.
2. Quan es va inventar el Xerox Alto? Les primeres màquines Xerox Alto es van presentar l'1 de març de 1973.
3. Qui va inventar l'ordinador Xerox Alto? Butler Lampson, científic i gerent de PARC, va proposar l'Alto per primera vegada el desembre de 1972. L'Alto es va inspirar en el sistema on-line (NLS) de Douglas Engelbart a l'Institut de Recerca de Stanford (SRI) i configurat per Chuck Thacker, el líder del projecte.
4. Per a què servia l'ordinador Xerox Alto? El Xerox Alto es va utilitzar en gran manera per a operacions a gran escala i es va evitar per a ús personal.
5. Per què va fallar Xerox Alto? Tot i ser una tecnologia tan revolucionària, Xerox Alto va fracassar per la manca d'un aspecte comercial adequat. Tot i que els desenvolupadors de Xerox van plantejar un món d'idees noves, no les van poder convertir en empreses lucratives a causa de la manca d'un model de negoci comercial.
6. Quant va costar el Xerox Alto? La Xerox Alto va costar 10.000 dòlars i es va vendre inicialment per 32.000 dòlars.[4]